# Majki (województwo warmińsko-mazurskie)
Majki – wieś w Polsce położona w województwie warmińsko-mazurskim, w powiecie elbląskim, w gminie Pasłęk.
W latach 1975–1998 miejscowość administracyjnie należała do województwa elbląskiego. 
Zobacz też: Majki, Majki Duże, Majki Małe, Majki-Tykiewki